# 井上公二

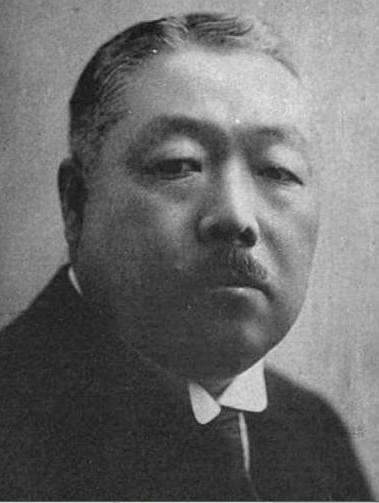
井上公二

井上 公二（いのうえ こうじ、1864年1月3日（文久3年11月24日） - 1925年（大正14年）1月18日）は、明治期の実業家。古河鉱業会社に入り、足尾鉱業所長、古河合名会社理事を経て帝国生命保険(現・朝日生命保険)社長。古河財閥で大業を成し、昆田文次郎と並んで二大巨頭といわれた。

## 経歴
備中国（岡山県）上房郡高梁町（現・高梁市）生まれ。旧庭瀬藩士・井上公一の長男。漢学塾有終館に学び、岡山中学を中退。
16歳で単身上京し、有終館学頭だった三島中洲が開いた二松学舎、同人社に学び1883年（明治16年）慶應義塾入学、明治18年に卒業。1885年卒業と同時に米国に留学し、1888年帰国。時事新報を経て留学生支援を行う。1888年（明治21年）渋沢栄一の紹介で古河鉱業に入り、1910年（明治43年）に足尾鉱業所長、1917年（大正6年）に古河合名会社理事、1922年（大正11年）に帝国生命保険社長となった。
ジャーディン・マセソン商会との間に1890年までの産銅全額売約の大契約を成し、このマジソン商会との契約は、それまでの「機械嫌い」の古河を豹変せしめた。1905年に古河本店が古河鉱業会社になった際に理事に昇進し、足尾鉱業所支配人となり、1917年に古河鉱業会社が古河合名会社に組織変更されると総理事に就任、事実上の古河財閥の指揮采配と統括を担当した。ほか、大阪電気分銅、天竜川水力電気社長。大正鉱業、日光電気軌道、東京古河銀行、古河商事取締役を兼ね、日本工業倶楽部理事。古河合名会社発足時には、同社の筆頭大株主となった。
謡曲・長唄・茶道などに通じ、国風を好んだ。